# Astar Air Cargo
Astar Air Cargo war eine US-amerikanische Frachtfluggesellschaft mit Sitz in Miami, Florida.

## Geschichte

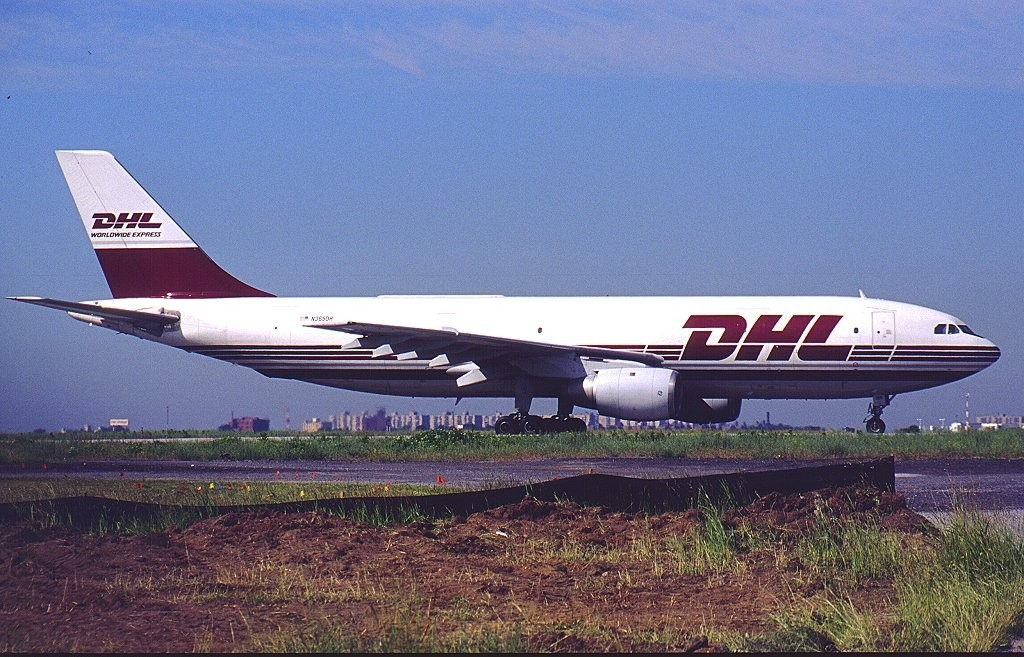
Airbus A300B4 der Astar Air Cargo, betrieben für DHL, 2001

Astar Air Cargo wurde 1969 gegründet und führte noch im selben Jahr ihre ersten Flüge durch. Im Jahr 1983 wurde die Fluggesellschaft in DHL Airways umbenannt und expandierte sehr stark. Zu dieser Zeit beteiligte sich Lufthansa mit 5 % an der Fluggesellschaft, 1992 stockte sie ihren Anteil auf 25 % auf. Im Jahr 1998 übernahm wiederum die Deutsche Post AG 22,5 % und erhöhte diesen Anteil laufend, bis sie 2002 schließlich 100 % der Gesellschaft besaß. Im Juli 2003 wurde die Fluggesellschaft an eine US-amerikanische Investorengruppe verkauft, welche die DHL Airways am 30. Juni 2003 wieder in Astar Air Cargo zurückbenannte.
Zuletzt beschäftigt Astar Air Cargo ca. 1000 Mitarbeiter und bediente von ihrem Drehkreuz Louisville International Airport in Kentucky 31 nationale und ca. 20 internationale Verbindungen. Die größten Kunden dabei waren DHL Aviation und die US Air Force. Nach Ablauf des Vertrages mit DHL am 1. Juni 2012 stellte Astar Air Cargo den Flugbetrieb ein.

## Flotte
Mit Stand Juni 2011 bestand die Flotte der Astar Air Cargo aus 8 Flugzeugen:
- 08 Douglas DC-8-F

## Zwischenfälle
- Am 31. August 1998 verunglückte eine Boeing 727-228(F) der  US-amerikanischen DHL Airways (Luftfahrzeugkennzeichen N722DH) bei der Landung auf dem Flughafen New York-John F. Kennedy (USA). Kurz nach dem Start fiel das Triebwerk Nummer 2 aus. Die Flugbesatzung erklärte einen Notfall und kehrte zum JFK-Flughafen zurück. Als das Flugzeug auf der Landebahn auf etwa 80 Knoten verlangsamt wurde, brach das rechte Hauptfahrwerk zusammen. Das Flugzeug rutschte auf der Landebahn bis zum Stillstand. Das Versagen des rechten Hauptfahrwerks wurde durch Ermüdungsrisse und Spannungskorrosionsrisse in der Lagerzapfenhalterung verursacht. Alle fünf Insassen auf dem Frachtflug, die 3 Flugbesatzungsmitglieder und 2 Mitflieger, blieben unverletzt. Das Flugzeug wurde irreparabel beschädigt.[3]